# Пе (буква армянского алфавита)
Պ, պ (арм. պեо файле пе, в кл. орф. պէ, з.-арм. бе) — двадцать шестая буква армянского алфавита. Создал Месроп Маштоц в 405—406 годах.

## Использование
В восточноармянском языке обозначает звук [p], а в западноармянском — [b]. Числовое значение в армянской системе счисления — 800.
Использовалась в курдском алфавите на основе армянского письма (1921—1928) для обозначения звука [b].
В системах романизации армянского письма передаётся как p (ISO 9985, BGN/PCGN, ALA-LC для восточноармянского), b (ALA-LC для западноармянского). В восточноармянском шрифте Брайля букве соответствует символ ⠏ (U+280F), а в западноармянском — ⠃ (U+2803).

## Кодировка
И заглавная, и строчная формы буквы пе включены в стандарт Юникод начиная с версии 1.0.0 в блоке «Армянское письмо» (англ. Armenian) под шестнадцатеричными кодами U+054A и U+057A соответственно.

## Галерея

Округлый еркатагир
Прямолинейный еркатагир
Болоргир
Нотргир
Шхагир